# I Am… Sasha Fierce
I Am... Sasha Fierce är den amerikanska sångerskan Beyoncé Knowles tredje studioalbum. Det släpptes den 19 november 2008 i Sverige. Albumet har släppts i tre versioner: standard, deluxe- samt platinum edition. I Am... Sasha Fierce Platinum Edition släpptes den 4 november 2009 i Sverige. 

## Låtförteckning
| I Am... Sasha Fierce (CD 1) 1. If I Were A Boy (BC Jean, Toby Gad) - 4:09 2. Halo (Beyoncé Knowles, Ryan Tedder) - 4:25 3. Disappear (Beyoncé, Amanda Ghost, Dave McCracken, Ian Dench) - 4:29 4. Broken-Hearted Girl (Beyoncé Knowles, Eriksen, Hermansen) - 4:38 5. Ave Maria (Beyoncé Knowles, Eriksen, Hermansen) - 3:42 6. Satellites (Beyoncé Knowles, Ghost, McCracken, Dench) - 3:07 (CD 2) 1. Single Ladies (Put A Ring On It) (Knowles, Stewart, Nash) - 3:11 2. Radio (Beyoncé Knowles, Jim Jonsin, Rico Love, D-Town) - 3:39 3. Diva (Beyoncé Knowles, Bangladesh, Sean Garrett) - 3:21 4. Sweet Dreams (Beyoncé Knowles, Jonsin, Love, Wayne Wilkins) - 3:28 5. Video Phone (Beyoncé Knowles, Crawford, Garrett) - 3:36 | I Am... Sasha Fierce Deluxe Edition (CD 1) 1. If I Were A Boy (BC Jean, Toby Gad) - 4:09 2. Halo (Beyoncé Knowles, Ryan Tedder) - 4:25 3. Disappear (Beyoncé, Amanda Ghost, Dave McCracken, Ian Dench) - 4:29 4. Broken-Hearted Girl (Beyoncé Knowles, Eriksen, Hermansen) - 4:38 5. Ave Maria (Beyoncé Knowles, Eriksen, Hermansen) - 3:42 6. Smash Into You (Beyoncé Knowles, Christopher Stewart, The-Dream) - 4:31 7. Satellites (Beyoncé Knowles, Ghost, McCracken, Dench) - 3:07 8. That's Why You're Beautiful (Beyoncé Knowles, Andrew Hey) - 3:41 (CD 2) 1. Single Ladies (Put A Ring On It) (Knowles, Stewart, Nash) - 3:11 2. Radio (Beyoncé Knowles, Jim Jonsin, Rico Love, D-Town) - 3:39 3. Diva (Beyoncé Knowles, Bangladesh, Sean Garrett) - 3:21 4. Sweet Dreams (Beyoncé Knowles, Jonsin, Love, Wayne Wilkins) - 3:28 5. Video Phone (Beyoncé Knowles, Crawford, Garrett) - 3:36 6. Hello (Beyoncé Knowles, REO) - 4:16 7. Ego (Beyoncé Knowles, Elvis Williams, Harold Lilly) - 3:56 8. Scared Of Lonely (Cristyle Johnson, Rodney Jerkins, Love, S. Knowles, B. Knowles) - 3:42 |  |
| I Am... Sasha Fierce Platinum Edition (CD) 1. Single Ladies (Put A Ring On It) (Knowles, Stewart, Nash) - 3:13 2. Diva (Beyoncé Knowles, Jim Jonsin, Rico Love, D-Town) - 3:21 3. Ego (Beyoncé Knowles, Elvis Williams, Harold Lilly) - 3:56 4. Halo (Beyoncé Knowles, Ryan Tedder) - 4.25 5. If I Were A Boy (BC Jean, Toby Gad) - 4:10 6. Smash Into You (Stewart, Nash, Harrell, Knowles) - 4:31 7. Sweet Dreams (Knowles, Scheffer, Wayne Wilkins, Love) - 3:28 8. Broken-Hearted Girl (Kenneth "Babyface" Edmonds, Mikkel S. Eriksen, Tor Erik Hermansen, Knowles) - 4:39 9. Scared Of Lonely (Rodney Jerkins, LaShawn Daniels, Cristyle Johnson, Love, S. Knowles, B. Knowles) - 3:42 10. That's Why You're Beautiful (Andrew Hey, James Fauntleroy II, Knowles) - 3:41 11. Hello (Knowles, Ramon Owen, David Quiñones, Bogart) - 4:16 12. Radio (Scheffer, Love, Dwayne Nesmith, Knowles) - 3:38 13. Video Phone (Knowles, Crawford, Garrett, Angela Beyincé) - 3:35 14. Ego (remix) med Kanye West (Elvis Williams, Harold Lilly, Knowles) - 3:56 15. Why Don't You Love Me (B. Knowles, Solange Knowles, Bama Boyz) - 3:23 16. Honesty (Billy Joel) - 3:47 17. Save The Hero (Knowles, James Scheffer, Rico Love, Alexandra Tamposi) - 4:33 18. Satellites (Ghost, McCracken, Dench, Knowles) - 3:07 19. Disappear (Knowles, Amanda Ghost, Hugo Chakrabongse, Dave McCracken, Ian Dench) - 4:28 20. Ave Maria (Knowles, Ghost, Dench, Makeba, Eriksen, Hermansen) - 3:42 (DVD) 1. If I Were A Boy 2. Single Ladies (Put A Ring On It) 3. Diva 4. Halo 5. Broken-Hearted Girl 6. Ego (remix) med Kanye West 7. Ego (Fan Exclusive) 8. Sweet Dreams 9. Behind The Scenes: The Videos | |  |

## Singlar
- If I Were A Boy
- Single Ladies (Put A Ring On It)
- Diva
- Halo
- Ego
- Sweet Dreams
- Broken-Hearted Girl
- Video Phone
- Why Don't You Love Me
- Video Phone Remix (med Lady Gaga)